# Dysphania pumilio
Dysphania pumilio — вид рослин із родини щирицевих (Amaranthaceae), родом із Австралії.

## Опис
Це невелика ароматична однорічна трава. Стебла від розпростертих до майже прямовисних, від сильно розгалужених до ± простих, 1–45 см завдовжки, зелені, рідко червоного відтінку, запушені й залозисті. Листя: ніжка 3–15 мм; листові пластинки від вузько до широко еліптичних і до яйцеподібних, 5–27 × 3–15 мм, дещо зменшені в суцвітті, залозисто-волосисті, основа клиноподібна, вершина тупа. Квітки зеленуваті, дрібні, ≈0.4–0.75 мм у діаметрі, сидячі чи майже так у невеликих округлих пазушних скупченнях на більшості вузлів; листочків оцвітини 4–5; тичинок 0–1. Сім'янка яйцеподібна. Насіння глибоке червоно-буре, блискуче, 0.5–0.75 мм у діаметрі, тупо або гостро кілювате.

## Поширення
Родом із Австралії; інтродукована й натуралізована в Південній Америці й США, Африці, Європі (у т. ч. Україні), Західній і Східній Азії, Новій Зеландії, Новій Гвінеї. Населяє голі ділянки на пасовищах.

## Галерея

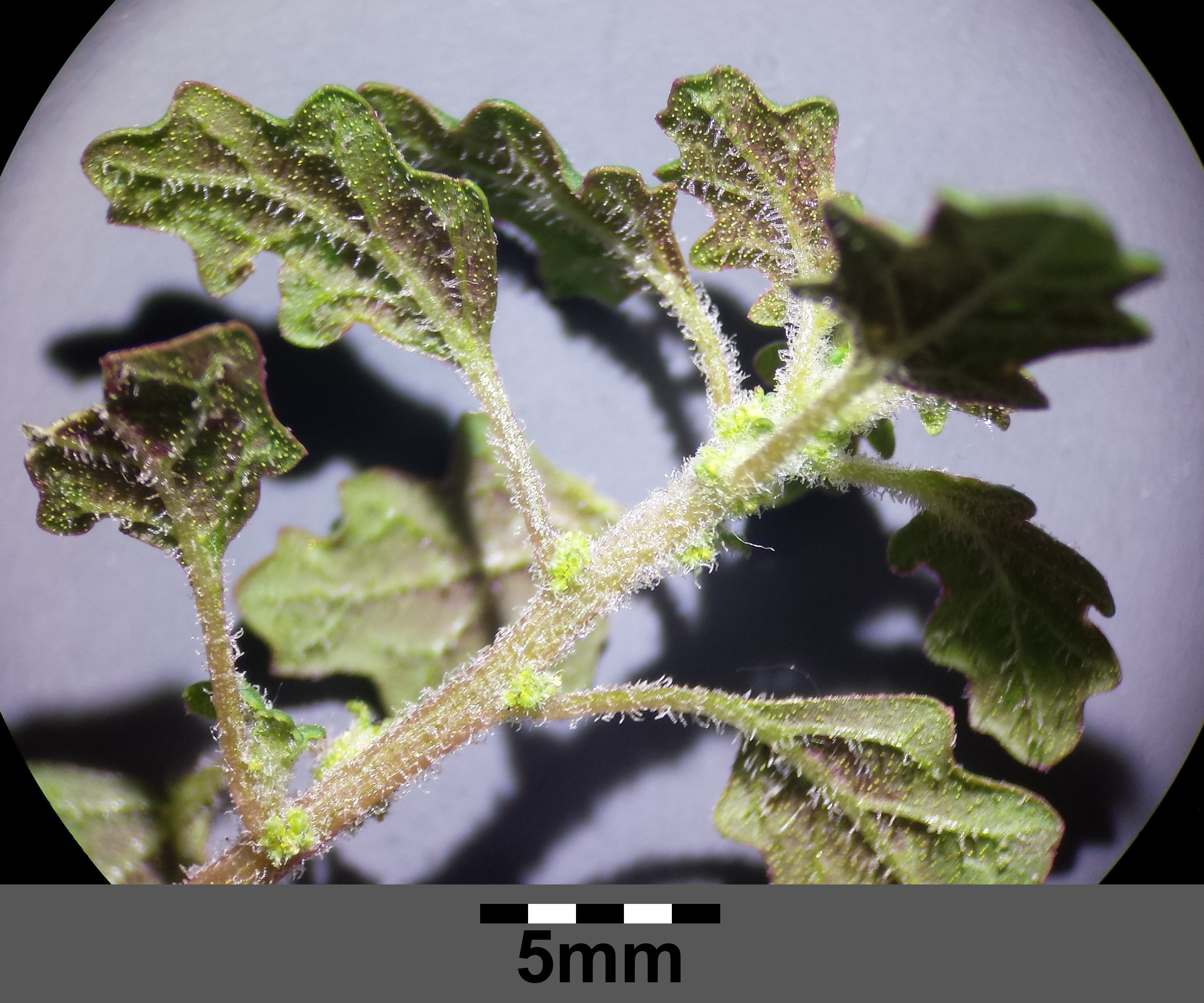
стеблина з листками
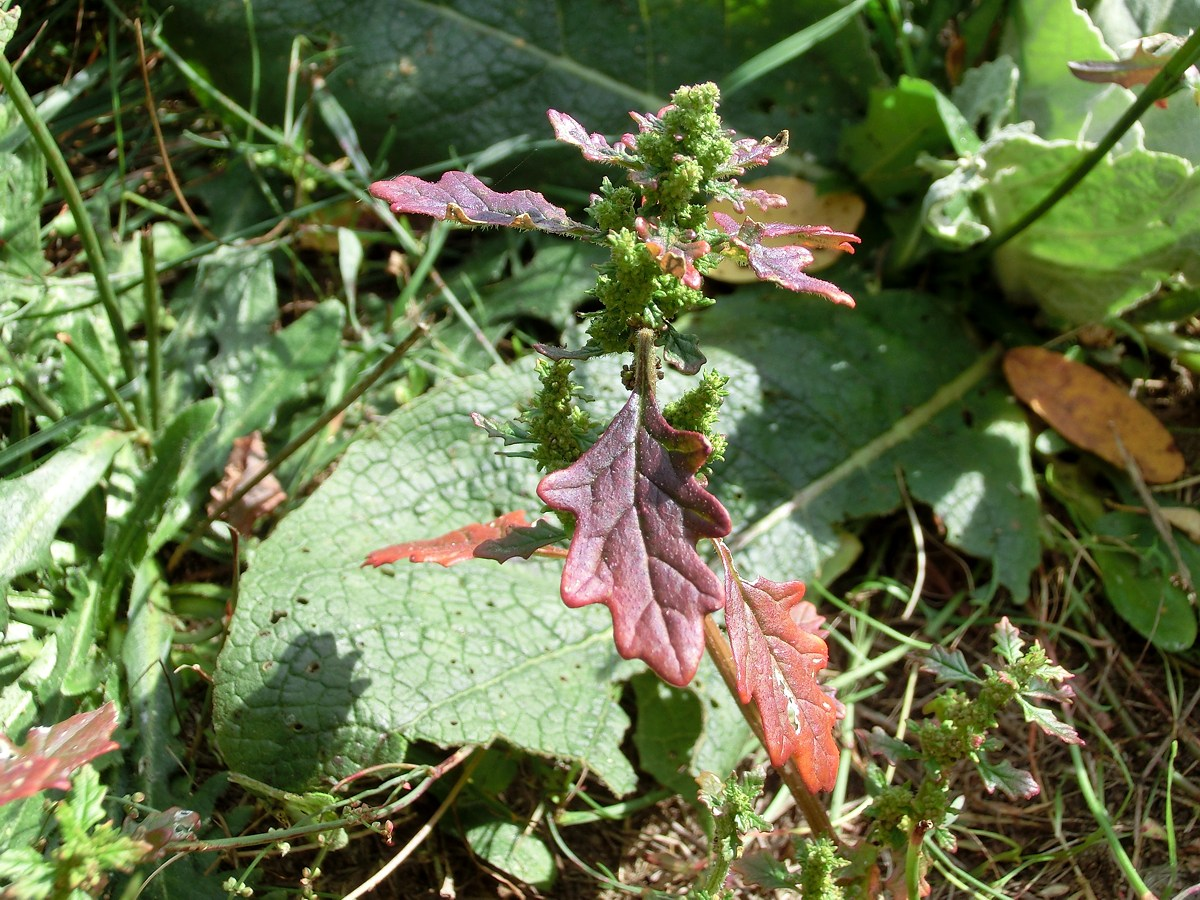
стеблина з квітками
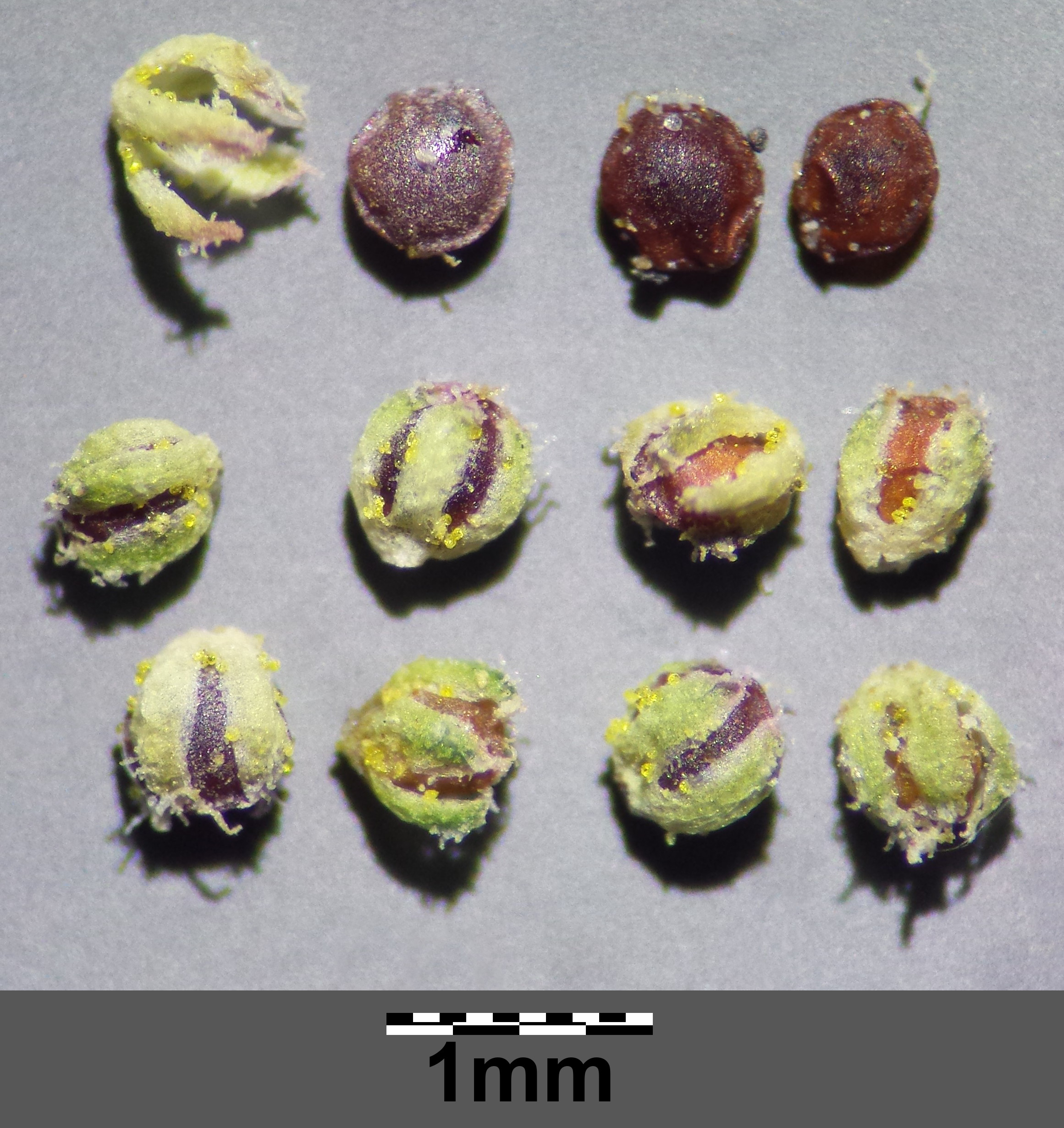
плоди